# Mesosemia macella
Mesosemia macella är en fjärilsart som beskrevs av William Chapman Hewitson 1858. Mesosemia macella ingår i släktet Mesosemia och familjen Riodinidae. Inga underarter finns listade i Catalogue of Life.

## Bildgalleri

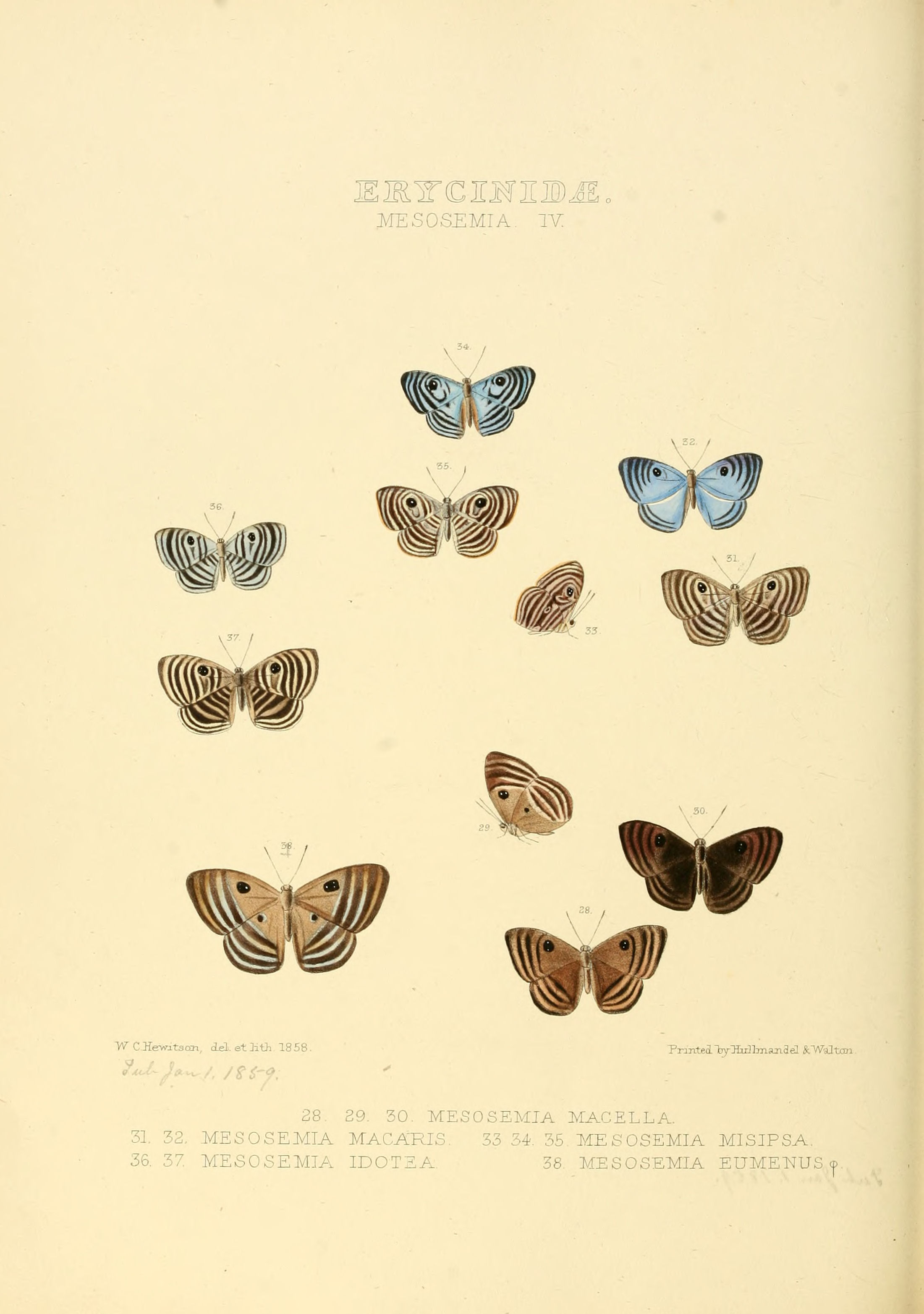